# 圆鳞鲆
圆鳞鲆（学名：Bothus assimilis）为輻鰭魚綱鰈形目鰈亞目鲆科鲆属的鱼类，俗名异鲆、菱鲆，其种加词“assimilis”意为“相近的”。中国特有物种。分布于台湾台南附近安平港等，為亞熱帶海水魚，棲息在底層水域，生活習性不明。该物种的模式产地在中国海。